# بازیوو
بازیوو یک فیلم ایرانی در ژانر کودک، موزیکال و کمدی به کارگردانی امیرحسین قهرایی و تهیه‌کنندگی غلامرضا موسوی و تهیه کنندگی اجرایی میثم معراجی است که در سال ۱۳۹۷ تولید شده‌است.

## خلاصه داستان
ماپان مخترع بازی‌ها و خالق سرزمین بازیوو برای نجات سرزمینش از چنگال سیلوس به دنبال پیدا کردن بچه‌ای از میان زمین است، سرانجام ژوبین پسر بچه دست و پا چلفتی برای اینکار انتخاب می‌شود، این انتخاب بدترین انتخاب ممکن است. .

## بازیگران و عوامل
| بازیگر         | نقش                 |
| -------------- | ------------------- |
| برزو ارجمند    | کاراگاه (پدر ژوبین) |
| ایلیا نصرالهی  | ژوبین               |
| پژمان بازغی    | سیلوس               |
| محمدرضا هدایتی | ماپان               |
| لیندا کیانی    | مربی سفالگری ژوبین  |
| رضا شفیعی جم   | پدر آرشا            |
| سحر زکریا      | مادر                |
| مجید افشاری    | رئیس کارآگاهان      |
| فرانک جلیلی    | خاله ژوبین          |

عوامل
- تهيه کننده اجرايی: ميثم معراجی
- نويسنده: سلمان خورشيدی
- مديرفيلمبرداری: سهيل نوروزی
- تدوين: امير شيبان خاقانی
- طراح صحنه: بهمن زربخش
- طراح جلوه های ويژه: امير محمد زاده
- طراح چهره پردازی: ميثم قراگزلو
- طراحی و ترکيب صدا: نعيم مسچيان
- مدير صدابرداری: امير حاتمی
- دستيار کارگردان و برنامه ریز:امير سليمانی
- طراح لباس: بهار خليلی فرد
- منشی صحنه: فرشته حجازی
- آهنگساز: آرمین قیطاسی
- مدير توليد: ميثم معراجی
- جانشين توليد: سعيد ميرزایی
- دستيار توليد: مسعود ساکت اف
- مدير تدارکات: محسن ظفری
- ترانه سرا: کیوان نظری
- عکاس: صالح عبدی
- طراح حركات موزون: حميد عالى مقدم
- طراح بدلكاری: امير بدری
- طراح پوستر: امیر مهدی گل محمدی
- مدیر روابط عمومی: نگین موسوی

## جوایز
| جشنواره                                            | تاریخ مراسم | جایزه                                             | برنده           |
| -------------------------------------------------- | ----------- | ------------------------------------------------- | --------------- |
| جشنواره بین‌المللی فیلم‌های کودکان و نوجوانان اصفهان | شهریور ۱۳۹۸ | دیپلم افتخار جایزه مرکز توسعه سینمای کودک         | امیرحسین قهرایی |
| جشنواره بین‌المللی فیلم‌های کودکان و نوجوانان اصفهان | شهریور ۱۳۹۸ | بهترین فیلمنامه سینمایی ایران                     | سلمان خورشیدی   |
| جشنواره بین‌المللی فیلم‌های کودکان و نوجوانان اصفهان | شهریور ۱۳۹۸ | پروانه زرین بهترین کارگردانی در بخش سینمایی ایران | امیرحسین قهرایی |
| جشنواره بین‌المللی فیلم‌های کودکان و نوجوانان اصفهان | شهریور ۱۳۹۸ | جایزه ویژه دبیر جشنواره در بخش کسب و کار          | امیرحسین قهرایی |